# 斯莫特里奇山
48°4′10″N 24°38′43″E / 48.06944°N 24.64528°E

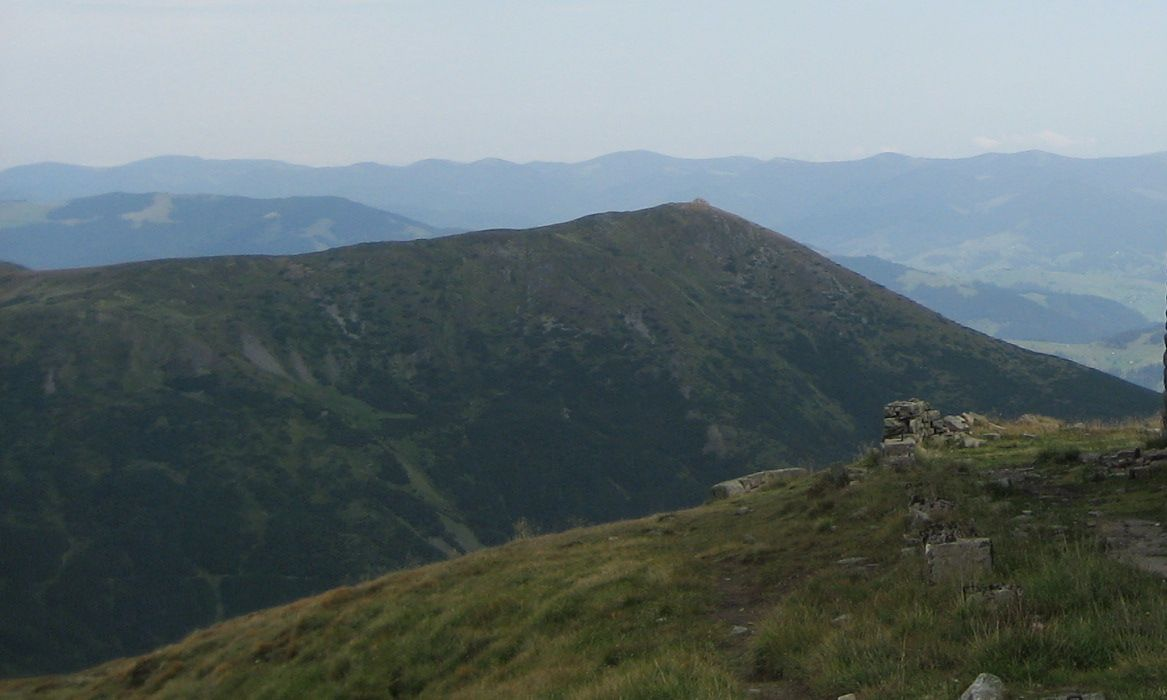

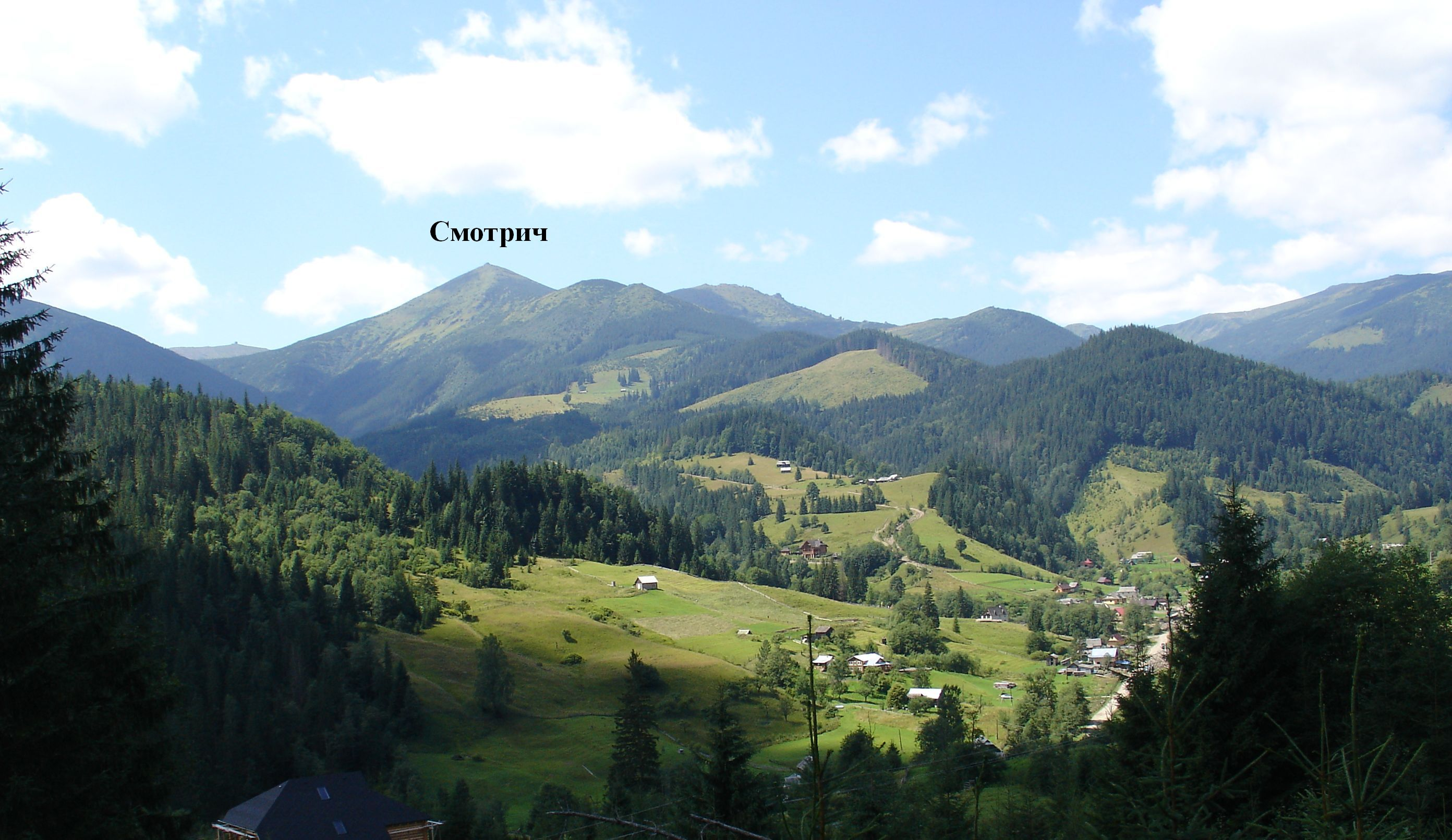

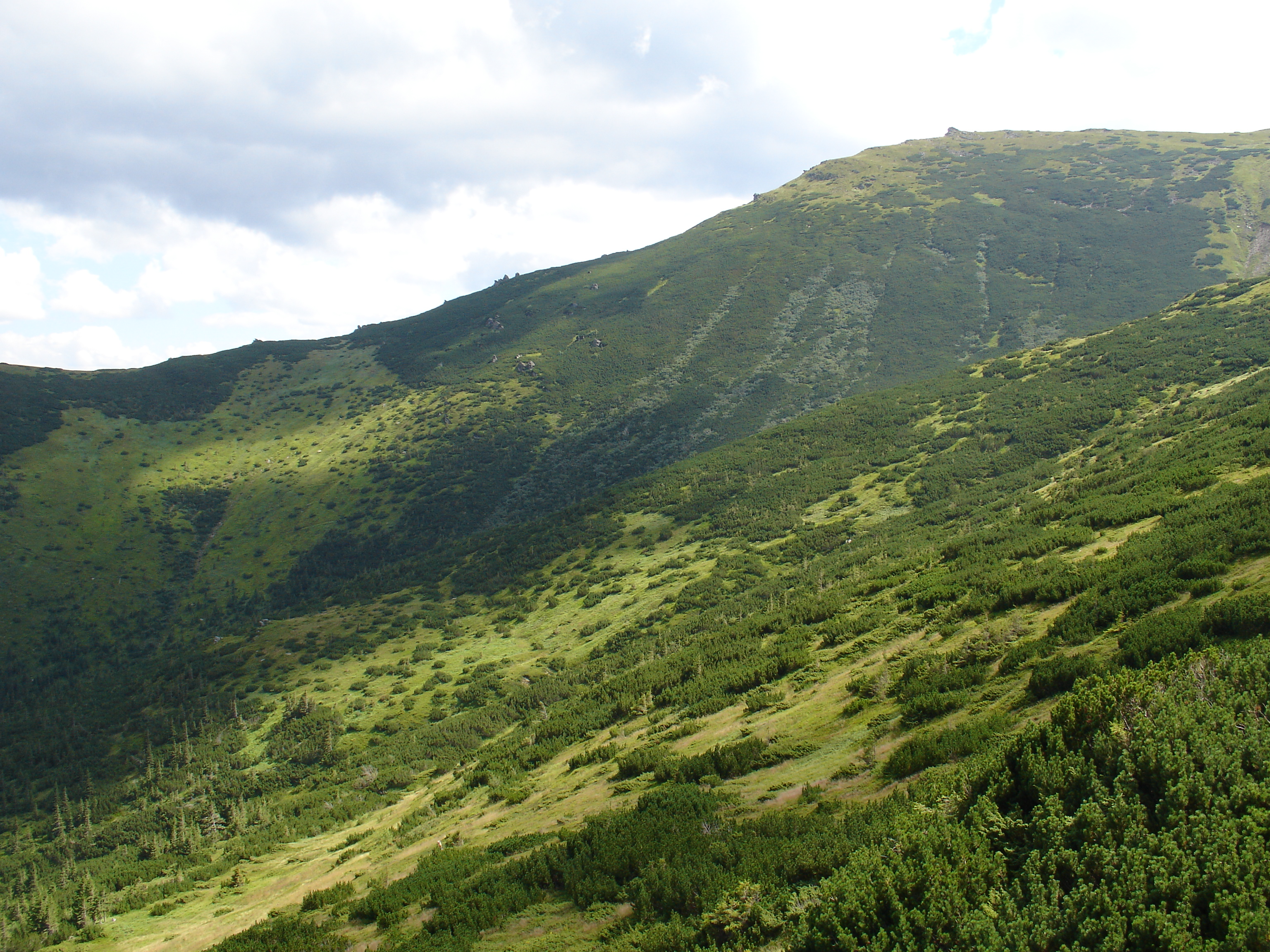

斯莫特里奇山是烏克蘭的山峰，位於該國西部伊萬諾-弗蘭科夫斯克州，處於韋爾霍維納區，屬於喬爾諾戈拉山脈的一部分，海拔高度1,898米。